# Ракетно-артиллерийский катер проекта 20970
Ракетно-артиллерийский катер проекта 20970 «Катран» — перспективная серия ракетных катеров, разработанная ЦМКБ «Алмаз», предназначенная для поставки на экспорт, частично на замену катерам проектов 205 и 205ЭР.

## Конструкция
Надстройка корабля выполнена из радиопоглощающих материалов и имеет наклонные поверхности для дополнительного рассеивания радиоволн.

## Вооружение
- Ракетное Х-35, может применяться против кораблей и как тактическое оружие по наземным целям.